# Anastasiya Malakanava
Anastasiya Malakanava (en biélorusse : Настасся Малаканава) est une gymnaste rythmique biélorusse, née le 1er mai 2003 à Minsk (Biélorussie).

## Palmarès

### Championnats du monde
- Kitakyūshū 2021
  -  Médaille de bronze par équipe.
  -  Médaille de bronze du concours général en groupe.

### Championnats d'Europe
- Varna 2021
  -  Médaille d'argent par équipe.